# Longin z Cezarei Kapadockiej
Longin, męczennik z Cezarei Kapadockiej, również: Lucjan, z łac. Longinus, Longin Setnik – żyjący w I wieku rzymski żołnierz o imieniu Kasjusz (setnik), uczeń apostolski, święty Kościoła katolickiego i prawosławnego, uważany w czasach pierwotnego Kościoła za pierwszego męczennika.
Opis tej postaci znajduje się w Ewangeliach, listach Ojców Kościoła, apokryfach (po raz pierwszy w Ewangelii Nikodema), a także w dziełach Grzegorza z Nyssy. Wspólne dla tradycji Kościoła wschodniego jak i Kościoła zachodniego jest to, że rzymski pogański żołnierz pochodzący z Kapadocji, włócznią przebił bok Jezusa Chrystusa (J 19, 31-37 BT) i nawrócił się:

Setnik zaś, który stał naprzeciw, widząc, że w ten sposób oddał ducha rzekł „Prawdziwie, ten człowiek był synem Bożym” (Mk 15, 39 BT).

Według niektórych przekazów stał na straży Grobu Pańskiego, by za pieniądze składać fałszywe świadectwo o wykradzeniu ciała Jezusa przez jego uczniów. Miał być ochrzczony imieniem Longin i, porzuciwszy służbę wojskową, prowadzić działalność apostolską w Kapadocji.
Był przez wczesnych chrześcijan czczony jako pierwszy męczennik, który miał zginąć ścięty mieczem z rozkazu Piłata.
W bazylice św. Piotra na Watykanie znajduje się relikwia, mianowicie grot „Włóczni św. Longina”, która według kościelnej tradycji przeszyła bok Chrystusa.
W ikonografii przedstawiany jest pod krzyżem w zbroi rzymskiego legionisty, w hełmie i z włócznią w ręce nazwaną „Włócznią Przeznaczenia”, a także od czasów wczesnochrześcijańskich jest na ikonach „Ukrzyżowania Chrystusa”. Niekiedy ukazywany jest, jak wbija włócznię w bok ukrzyżowanego Jezusa Chrystusa. Na wizerunkach gdzie przedstawiany jest samodzielnie ubrany jest w czerwony płaszcz, w prawej ręce trzyma zwój, w lewej włócznię.
Jego wspomnienie liturgiczne obchodzone jest w Kościele katolickim 15 marca lub 16 października (wcześniej m.in. 23 października, 22 listopada).
Cerkiew prawosławna wspomina Longina 16/29 października, tj. 29 października według kalendarza gregoriańskiego.